# Vuelta al País Vasco 1999
La XXXIX Vuelta al País Vasco, disputada entre el 5 y el 9 de abril de 1999, estaba dividida en 5 etapas para un total de 841 km. El francés Laurent Jalabert se impuso en la clasificación general. 

## Etapas
| Etapa          | Fecha      | Recorrido                          | km    | Vencedor de la Etapa | Líder de la general |
| -------------- | ---------- | ---------------------------------- | ----- | -------------------- | ------------------- |
| 1.ª            | 5 de abril | Tolosa > Tolosa                    | 115   | Laurent Jalabert     | Laurent Jalabert    |
| 2.ª            | 6 de abril | Tolosa > Zalla                     | 204   | Giuliano Figueras    | Laurent Jalabert    |
| 3.ª            | 7 de abril | Zalla > Vitoria                    | 199   | Stefano Garzelli     | Laurent Jalabert    |
| 4.ª            | 8 de abril | Vitoria > Lecumberri               | 197   | Koos Moerenhout      | Laurent Jalabert    |
| 5.ª-1.ª sector | 9 de abril | Lecumberri > Orio                  | 118   | Michael Boogerd      | Laurent Jalabert    |
| 5.ª-2.ª sector | 9 de abril | Santiago Erreka >Alto de Aia (CRI) | 8,7   | Laurent Jalabert     | Laurent Jalabert    |
| Totale         | Totale     | Totale                             | 841,7 |                      |                     |

## Clasificación general
| Posición | Ciclista              | Equipo                | Tiempo      |
| -------- | --------------------- | --------------------- | ----------- |
|          | Laurent Jalabert      | ONCE                  | 21h 36' 11" |
| 2        | Wladimir Belli        | Festina               | a 51"       |
| 3        | Davide Rebellin       | Team Polti            | a 1'01"     |
| 4        | Mario Aerts           | Lotto                 | a 1'06"     |
| 5        | Peter Luttenberger    | ONCE                  | a 1'09"     |
| 6        | David Etxebarria      | ONCE                  | a 1'18"     |
| 7        | Niki Aebersold        | Rabobank              | a 1'27"     |
| 8        | Marco Pantani         | Mercatone Uno         | a 1'29"     |
| 9        | Juan Carlos Domínguez | Vitalicio Seguros     | a 1'38"     |
| 10       | Udo Bölts             | Team Deutsche Telekom | a 1'43"     |